# 西貢西郊野公園
西貢西郊野公園（英語：Sai Kung West Country Park）是香港新界西贡半岛西部的一個郊野公園，於1978年2月3日劃定，佔地達3,000公頃。公園範圍包括北潭凹至榕樹澳一帶。
西貢西郊野公園內設有灣仔西營地，鄰近海下灣海岸公園，是遠眺整個海下灣美麗景色的最佳觀景點之一。這裡的劃定營位共設有二十個，每個營位均有燒烤爐及檯凳，營地設備齊全，大型廁所內更有沐浴設備，尤其適合露營經驗不多的新手。此營地曾舉辦過國際露營活動。 

## 站外連結
- 漁農自然護理署 西貢西 （页面存档备份，存于）